# Chipilenho
O Chipilenho (também denominado Chipileño ou Vêneto Chipilenho) é uma variante da língua vêneta, falado em Chipilo, México.
É falada por descendentes de italianos que colonizaram a cidade de Chipilo.